# Cladonia fissidens
Cladonia fissidens Ahti & Marcelli (1995), è una specie di lichene appartenente al genere Cladonia,  dell'ordine Lecanorales.
Il nome proprio deriva probabilmente dal latino tardo fissidens, che significa dalle estremità fessurate, ad indicare la forma degli apoteci.

## Caratteristiche fisiche
Il fotobionte è principalmente un'alga verde delle Trentepohlia, del genere Asterochloris.

## Habitat
L'ambiente di sviluppo preferito è la foresta pluviale atlantica.

## Località di ritrovamento
La specie è stata rinvenuta nelle seguenti località:
- Brasile (Minas Gerais, Paraná)

## Tassonomia
Questa specie appartiene alla sezione Cladonia, gruppo C.verticillata, insieme a C. clathrata e C. crinita; a tutto il 2008 non sono state identificate forme, sottospecie e varietà.